# Carl Sebastian Heller von Hellersberg
Carl Sebastian Nikolaus Cornelius Heller Reichsedler von Hellersberg (Eigenschreibweise auch Karl und von Hellersperg; * 14. September 1772 in Burghausen; † 5. Juli 1818 in Landshut) war ein deutscher Rechtswissenschaftler und Staatsmann.

## Leben
Heller von Hellersberg stammte aus einem sächsischen Geschlecht. Sein Großvater Anton Ignaz Heller wurde am 23. August 1745 in Bayern zum Edlen von Hellersberg nobilitiert, sein Vater war ein Regierungssekretär. Seine Mutter war eine geborene von Crenzin. Die Eltern waren eher wenig vermögend und hatten noch zwei Töchter.
Carl Sebastian Heller von Hellersberg besuchte in Burghausen die Elementar- und Realschule sowie das Gymnasium. Im Herbst 1788 ging er an die Universität Ingolstadt. Dort studierte er neben der Rechtswissenschaft auch die Philosophie. Nach seinem Studium war er von 1792 bis 1795 Assessor am Landgericht Dachau sowie am Landgericht Reichenhall. 1795 nahm ihn sein Vetter Johann Nepomuk Gottfried von Krenner zum Sekretär, eine für seine weitere Laufbahn günstige Stellung.
Heller von Hellersberg wurde 1797 zum außerordentlichen Professor für Staatsrecht und Reichsgeschichte ernannt. In dieser Position sollte er seinen Vetter an der Universität Ingolstadt vertreten, da dieser anderweitig zu beschäftigt war und daher seinen universitären Pflichten nicht mehr nachkommen konnte. Im selben Jahr wurde er zudem zum Doktor beider Rechte (Dr. iur. utr.) promoviert und außerdem zum Hofrat sowie zum außerordentlichen Mitglied der historischen Klasse der Churbairischen Akademie der Wissenschaften ernannt, 1803 zu deren ordentlichem Mitglied. Im Kollegium der Universität wurden bisweilen kritische Stimmen zu der schnellen Laufbahn des erst 25 Jahre alten Rechtswissenschaftlers laut, die er in der Folgezeit auszuräumen wusste. So gehörte er zu den Mitbegründern der ersten Fachzeitschrift an der Hochschule. 1798 erfolgte dann die Aufnahme als ordentliches Mitglied der Akademie der Wissenschaften zu Göttingen. 1799 bis 1800 gab er mit Franz de Paula von Schrank die Litterärischen Ephemeriden heraus. Von dieser Zeitschrift zog er sich aufgrund seiner Versetzung nach München zurück.
Heller von Hellersberg wurde am 23. April 1799 zum Mitglied der Generallandesdirektion in München ernannt. Er hatte dabei als Generallandesdirektionsrat das Referat für das innere Staatsrecht zu verantworten und war damit an der Umsetzung der Reformen von Maximilian von Montgelas beteiligt. Hier setzte er sich für die Freigabe der Gewerbe sowie der Organisation der Städte und Märkte ein. Seine Anstrengungen für die kommunale Selbstverwaltung gingen 1817 in die Baierische Gemeindeverfassung ein. Der Einsatz für die Selbstverwaltung setzte sich auch in seiner Zeit als Hochschullehrer fort. Hier setzte er sich für die Selbstverwaltung der Hochschulen ein. In seiner Münchner Zeit gab er außerdem die Zeitschrift Neueste landschaftliche Bibliothek für Baiern heraus. Sie erschien zwischen 1800 und 1804 in insgesamt 96 Nummern.
Heller von Hellersberg wollte jedoch zurück in die Wissenschaft. Seiner Bitte wurde schließlich 1804 entsprochen und sein Vertreter Johann Georg Feßmaier zu seinem Nachfolger bestimmt. Heller von Hellersberg wurde ordentlicher Professor für Geschichte und Staatsrecht an der Universität Landshut, der Nachfolgehochschule der Universität Ingolstadt. Dort wurde er außerdem Universitätsarchivar, Mitglied des Senats und zudem von 1805 bis 1807 Schatzmeister der Universität. 1815 wurde er, nachdem die Universität ihr Vermögen wieder erhalten hatte, aufgrund seiner geschäftsmännischen Fähigkeiten in den Verwaltungsausschuss gewählt.
Heller von Hellersberg erkrankte 1817 schwer und verstarb etwa ein Jahr darauf. Seiner Ehefrau, Tochter des Agrarreformers Simon Rottmanner und damit aus durchaus bemittelter Familie stammend, sowie seinen fünf Kindern hinterließ Hellersberg kein nennenswertes materielles Vermögen.

## Werke (Auswahl)
- Ueber den Regierungs-Verzicht des Bayernmünchnerischen Herzoges Sigismund, Montag und Weiß, Regensburg 1797.
- über die Verhältnisse zwischen Gerichtsbarkeit und Scharrwerken in Bayern, Stein, Nürnberg 1798.
- Betrachtungen über den sogenannten Aufruhr der Bürger von Landshut, Storno, Landshut 1818.
- Von dem Bojohemum der Alten oder von den Bojern in dem heitigen Böhmen, Storno, Landshut 1818.
- Das Baierische Culturgesetz, Storno, Landshut 1818.